# Rome (musikgrupp)

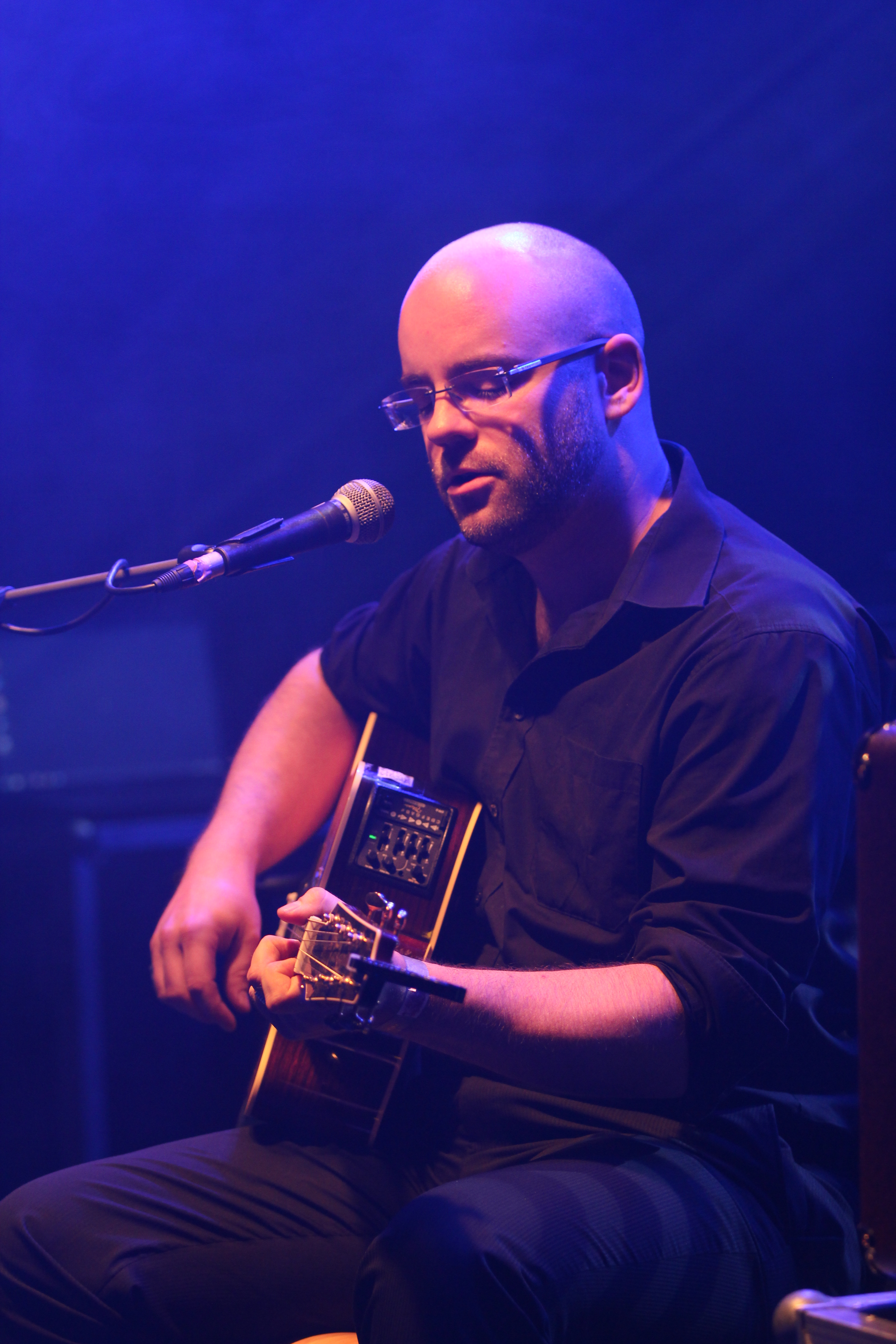
Jérôme Reuter under en Rome-spelning i Tyskland 2014

Rome är en musikgrupp från Luxemburg, bildad i november 2005 av Jérôme Reuter. Namnet kommer från de sista bokstäverna i frontmannens förnamn. Musiken använder popmelodier med marschtrummor, bleckblåsinstrument, elektroniska ljudmattor och akustisk gitarr. Som viktiga inspirationskällor har Reuter bland annat angivit vissångaren Léo Ferré och författaren William S. Burroughs. Man verkar inom neofolkgenren.
Rome skivdebuterade 2006 hos svenska Cold Meat Industry med EP:n Berlin. De släppte sitt första fullängdsalbum, Nera, senare samma år. Cold Meat Industry gav ut ytterligare två Rome-album innan Reuter år 2009 skrev på för det tyska skivbolaget Trisol Music Group som har givit ut Romes skivor sedan dess.
Joakim Thåström medverkar som gästartist på spåret "Stillwell" på skivan The Hyperion machine från 2016, som är Romes elfte album. På albumet finns även en cover på Thåströms låt "Fanfanfan", där Reuter sjunger refrängen på svenska.

## Skivlista
- Berlin (2006) – EP
- Nera (2006)
- Confessions d'un voleur d'ames (2007)
- Masse Mensch Material (2008)
- To die among strangers (2009) – EP
- Flowers from exile (2009)
- L'Assassin (2010) – EP
- Nos chants perdus (2010)
- Die Æsthetik der Herrschaftsfreiheit (2011) – trippelalbum
  1. Aufbruch / A cross of wheat
  2. Aufgabe / A cross of flowers
  3. Aufruhr / A cross of fire
- Hell money (2012)
- A passage to Rhodesia (2014)
- Coriolan (2016) – minialbum
- The Hyperion machine (2016)